# Mangit (ort i Kirgizistan)
Mangit (ryska: Мангит) är en ort i Kirgizistan.   Den ligger i oblastet Osj, i den sydvästra delen av landet, 300 km sydväst om huvudstaden Bisjkek. Mangit ligger 885 meter över havet och antalet invånare är 2 271.
Terrängen runt Mangit är kuperad västerut, men österut är den platt. Runt Mangit är det ganska tätbefolkat, med 179 invånare per kvadratkilometer. Det finns inga andra samhällen i närheten. Trakten runt Mangit består i huvudsak av gräsmarker.